# Duploperaclistus westbladi
Duploperaclistus westbladi är en plattmaskart som först beskrevs av Tor Karling 1966, och fick sitt nu gällande namn av Martens 1983. Duploperaclistus westbladi ingår i släktet Duploperaclistus och familjen Monocelididae. Inga underarter finns listade i Catalogue of Life.